# Крајхтал
Крајхтал (њем. Kraichtal) град је у њемачкој савезној држави Баден-Виртемберг. Једно је од 32 општинска средишта округа Карлсруе. Према процјени из 2010. у граду је живјело 14.958 становника. Посједује регионалну шифру (AGS) 8215097.

## Географски и демографски подаци
Крајхтал се налази у савезној држави Баден-Виртемберг у округу Карлсруе. Град се налази на надморској висини од 177 метара. Површина општине износи 80,6 km². У самом граду је, према процјени из 2010. године, живјело 14.958 становника. Просјечна густина становништва износи 186 становника/km².